# Sent Sauvador de Peire
Sent Sauvador de Peire (en francès Saint-Sauveur-de-Peyre) és un municipi francès situat al departament del Losera i a la regió d'Occitània.